# NGC 214
NGC 214 es una galaxia espiral intermedia localizada en la constelación de Andrómeda.